# Hans-Joachim Wenzel
Hans-Joachim Wenzel (* 24. Februar 1938; † 22. April 2020) war ein deutscher Sozialgeograph und Professor i. R. für Sozialgeographie im Fachbereich Kultur- und Geowissenschafter der Universität Osnabrück und Migrationsexperte.

## Leben

### Wissenschaftliche Laufbahn
Sein Studium der Geographie, Bodenkunde, Geologie, Sozialökonomie der Entwicklungsländer und Volkswirtschaftslehre an den Universitäten Hamburg, Freiburg i.Br., Göttingen und Gießen schloss er 1966 als Diplom-Geograph ab. Danach war Hans-Joachim Wenzel Wissenschaftlicher Assistent an der Universität Gießen, promovierte im Jahr 1969 und war nachfolgend dort als Dozent tätig. 1975 nahm er den Ruf auf eine Professur für Sozialgeographie an der Universität Osnabrück an. Dort war er u. a. als Mitglied des Senats und des Konzils aktiv. In den Jahren 1997 bis 2002 war er als Nachfolger von Prof. Dr. Klaus J. Bade als Direktor des Instituts für Migrationsforschung und Interkulturelle Studien (IMIS) der Universität Osnabrück tätig.

### Forschung und Projekte
Seine Arbeitsschwerpunkte waren Ländliche Entwicklung in Industrie- und Entwicklungsländern, Regionale Bildungs- und Arbeitsmarktforschung und Geographische Migrationsforschung. In seinen Forschungsarbeiten konzentrierte sich Hans-Joachim Wenzel räumlich u. a. auf das südliche Afrika (Mosambik, Simbabwe, Malawi etc.).
Daneben war Hans-Joachim Wenzel als Projektleiter im Bereich des Quartiermanagements im Kontext des Bundesprogramms "Soziale Stadt" aktiv und engagierte sich in der wissenschaftlichen Begleitung von Modellprojekten für den Osnabrücker Verein DETO.